# ساحة شمدين
ساحة شمدين آغا، هي ساحة من ساحات دمشق، الواقعة في منطقة ركن الدين، سميت بذلك نسبة إلى سعيد باشا شمدين، أحد الأعيان بدمشق في عصره، وأمير الحج الشامي.

## أبرز معالمها
- المدرسة الركنية.
- العمارة العالية.